# Ischaemum aureum
Ischaemum aureum är en gräsart som först beskrevs av William Jackson Hooker och George Arnott Walker Arnott, och fick sitt nu gällande namn av Eduard Hackel. Ischaemum aureum ingår i släktet Ischaemum och familjen gräs. Inga underarter finns listade i Catalogue of Life.